# Голдфілд (Невада)
Голдфілд (англ. Goldfield) — переписна місцевість (CDP) в США, в окрузі Есмералда штату Невада. Населення — 225 осіб (2020).

## Географія
Голдфілд розташований за координатами 37°42′44″ пн. ш. 117°14′16″ зх. д. / 37.71222° пн. ш. 117.23778° зх. д. (37.712171, -117.237854).  За даними Бюро перепису населення США в 2010 році переписна місцевість мала площу 3,84 км², уся площа — суходіл.

### Клімат
| Клімат : Голдфілд       | Клімат : Голдфілд | Клімат : Голдфілд | Клімат : Голдфілд | Клімат : Голдфілд | Клімат : Голдфілд | Клімат : Голдфілд | Клімат : Голдфілд | Клімат : Голдфілд | Клімат : Голдфілд | Клімат : Голдфілд | Клімат : Голдфілд | Клімат : Голдфілд | Клімат : Голдфілд |
| Показник                | Січ.              | Лют.              | Бер.              | Квіт.             | Трав.             | Черв.             | Лип.              | Серп.             | Вер.              | Жовт.             | Лист.             | Груд.             | Рік               |
| Абсолютний максимум, °C | 19,4              | 24,4              | 26,1              | 30,6              | 36,1              | 42,2              | 42,2              | 39,4              | 36,7              | 30,6              | 26,1              | 18,9              | 42,2              |
| Середній максимум, °C   | 5,7               | 8,4               | 12,3              | 16,9              | 21,8              | 27,4              | 32,0              | 30,8              | 26,1              | 19,2              | 11,6              | 6,3               | 18,2              |
| Середня температура, °C | −0,4              | 2,1               | 5,3               | 9,3               | 13,9              | 18,9              | 23,4              | 22,3              | 17,8              | 11,5              | 4,7               | 0,2               | 10,8              |
| Середній мінімум, °C    | −6,5              | −4,3              | −1,7              | 1,8               | 6,1               | 10,5              | 14,8              | 13,8              | 9,4               | 3,8               | −2,1              | −5,8              | 3,3               |
| Абсолютний мінімум, °C  | −30,6             | −25               | −17,8             | −13,3             | −7,2              | −5,6              | 3,3               | 2,2               | −6,1              | −11,1             | −18,3             | −25               | −30,6             |
| Норма опадів, мм        | 16                | 20                | 16                | 14                | 13                | 9                 | 11                | 13                | 11                | 11                | 10                | 10                | 154               |
| Днів з опадами          | 3                 | 3                 | 3                 | 3                 | 3                 | 2                 | 3                 | 2                 | 2                 | 2                 | 2                 | 2                 | 29                |
| ----------------------- | ----------------- | ----------------- | ----------------- | ----------------- | ----------------- | ----------------- | ----------------- | ----------------- | ----------------- | ----------------- | ----------------- | ----------------- | ----------------- |
| Джерело:                |                   |                   |                   |                   |                   |                   |                   |                   |                   |                   |                   |                   |                   |

## Демографія
Згідно з переписом 2010 року, у переписній місцевості мешкало 268 осіб у 153 домогосподарствах у складі 70 родин. Густота населення становила 70 осіб/км².  Було 321 помешкання (84/км²).
Расовий склад населення:
| - 92,9 % — білих - 1,9 % — корінних американців - 2,2 % — осіб інших рас |

До двох чи більше рас належало 3,0 %. Частка іспаномовних становила 7,5 % від усіх жителів.
За віковим діапазоном населення розподілялося таким чином: 11,6 % — особи молодші 18 років, 55,6 % — особи у віці 18—64 років, 32,8 % — особи у віці 65 років та старші. Медіана віку мешканця становила 59,8 року. На 100 осіб жіночої статі у переписній місцевості припадало 127,1 чоловіків;  на 100 жінок у віці від 18 років та старших — 123,6 чоловіків також старших 18 років.
Середній дохід на одне домашнє господарство  становив 44 900 доларів США (медіана — 39 688), а середній дохід на одну сім'ю — 48 662 долари (медіана — 40 250). Медіана доходів становила 40 000 доларів для чоловіків та 23 672 долари для жінок. За межею бідності перебувало 10,1 % осіб, у тому числі 0,0 % дітей у віці до 18 років та 9,9 % осіб у віці 65 років та старших.
Цивільне працевлаштоване населення становило 123 особи. Основні галузі зайнятості: публічна адміністрація — 22,0 %, освіта, охорона здоров'я та соціальна допомога — 18,7 %, будівництво — 13,0 %, сільське господарство, лісництво, риболовля — 13,0 %.